# Blacus mellitarsis
Blacus mellitarsis är en stekelart som beskrevs av Van Achterberg 1988. Blacus mellitarsis ingår i släktet Blacus och familjen bracksteklar. Inga underarter finns listade.